# Park Güell
Park Güell is een uitgestrekt stadspark in Barcelona, in het Spaanse landsdeel Catalonië. Het is gelegen in het stadsdeel Gràcia in het noordoosten met een oppervlakte van 15 ha met dichte dennenbossen, lanen met palmen en een door bomen omzoomd plein. Een bonte bank (een reuzenslang) kronkelt door het park (het aards paradijs) als rendez-vousplaats (de appel).

## Historiek
Tot rond 1950 was het park twee hectare groter, bronnen noemen 17,2 ha. Toen Antoni Gaudí met de aanleg begon, trof hij er een braakliggend terrein zonder water of vegetatie aan. De tot de adelstand verheven industrieel Eusebi Güell gaf Gaudí in 1900 de opdracht voor de aanleg van een tuindorp of woonwijk. Dit werd geen succes: er werden twee huizen gebouwd en ook verkocht. In een van die huizen trok Gaudí in. Barcelona toonde als stad geen interesse voor dit megaproject.
Gaudí nam de opdracht aan om zijn idee over een op de natuur geïnspireerde architectuur vorm te geven. Hij dacht aan een recreatiepark, terwijl Güell aan een tuinstad dacht. Güell deed inspiratie op tijdens zijn buitenlandse reizen, waarbij hij de Engelse landschapstuinen en de romantische tuinarchitectuur bewonderde, vandaar het Engelse "park".

## Ideologie
Dit leidde tot met gesteente bezette pergola's, harmonieus in het landschap geïntegreerde trappen, paden en golvende, veelkleurige, mozaïekversieringen, waarmee Gaudí zijn sociale engagement laat zien. Anderen interpreteren dit project als een moment waarop Gaudí zijn goddelijke inspiratie liet zien. Güell hield zich intensief bezig met sociale hervormingen: het park was bedoeld als woongebied, niet als recreatiepark voor dagjesmensen. Er waren zestig driehoekige percelen gepland op een brede, steile en zonnige helling. Twee percelen werden verkocht.
Markante onderdelen zijn de ingang met portiersloge en portierswoning, het hek, de zuilengalerij, de dubbele trap met Salamander - bekend als "El Drac" (De Draak) - en de zitbank. Zowel de zitbank als de Salamander bestaan uit ontelbare mozaïekstukjes.
In het park staat het Casa Museu Gaudí, een klein Gaudí-museum en in de vroegere portiersloge, links aan de ingang, is de souvenirwinkel. De vroegere portierswoning, rechts aan de ingang, herbergt het kantoor van de parkgidsen en is uitzonderlijk toegankelijk.
Het park staat, samen met andere werken van Gaudí, sinds 1984 op de UNESCO Werelderfgoedlijst. Het binnenste deel van het park is niet vrij toegankelijk en er wordt toegangsgeld gevraagd.

## Afbeeldingen

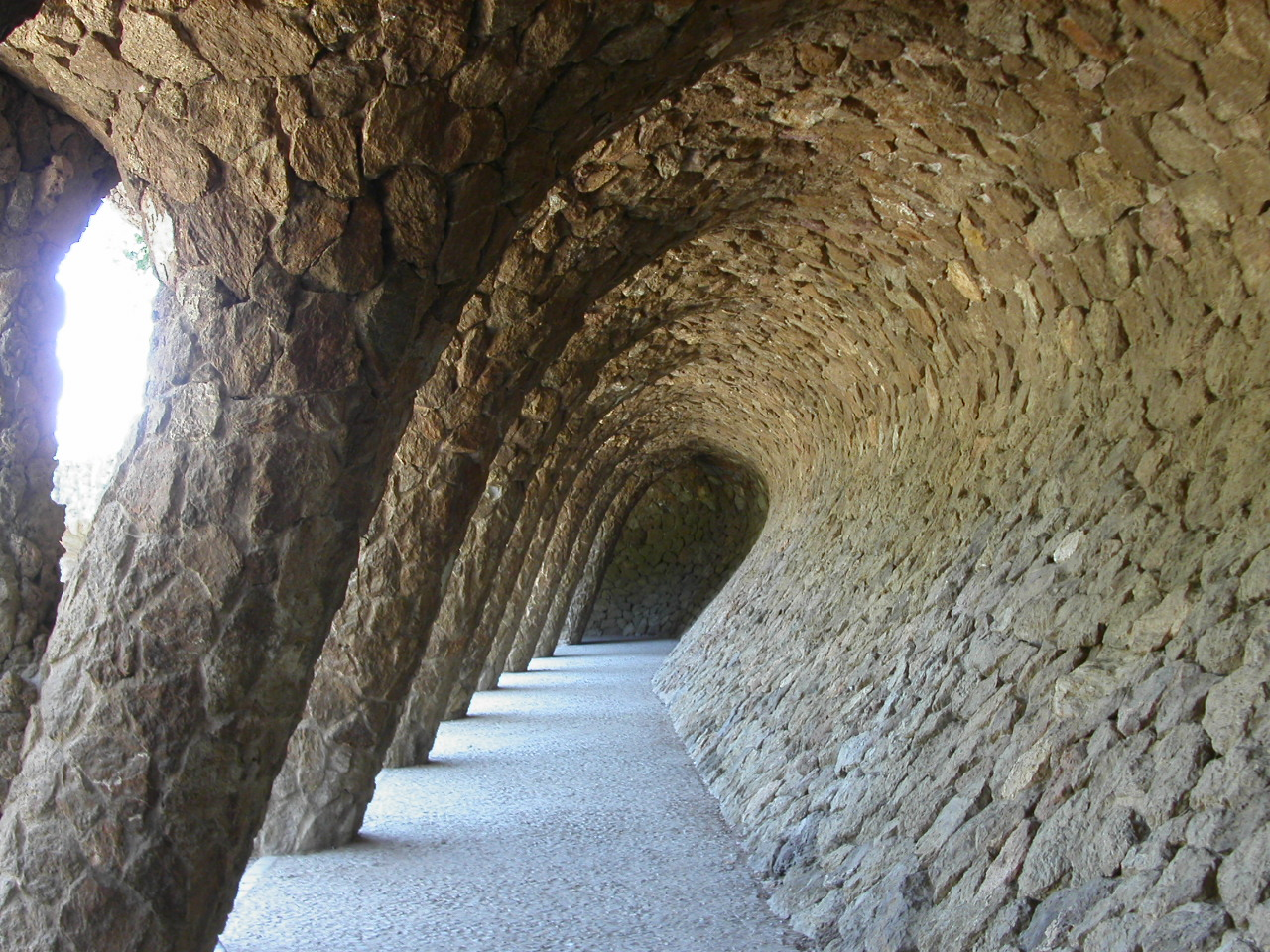
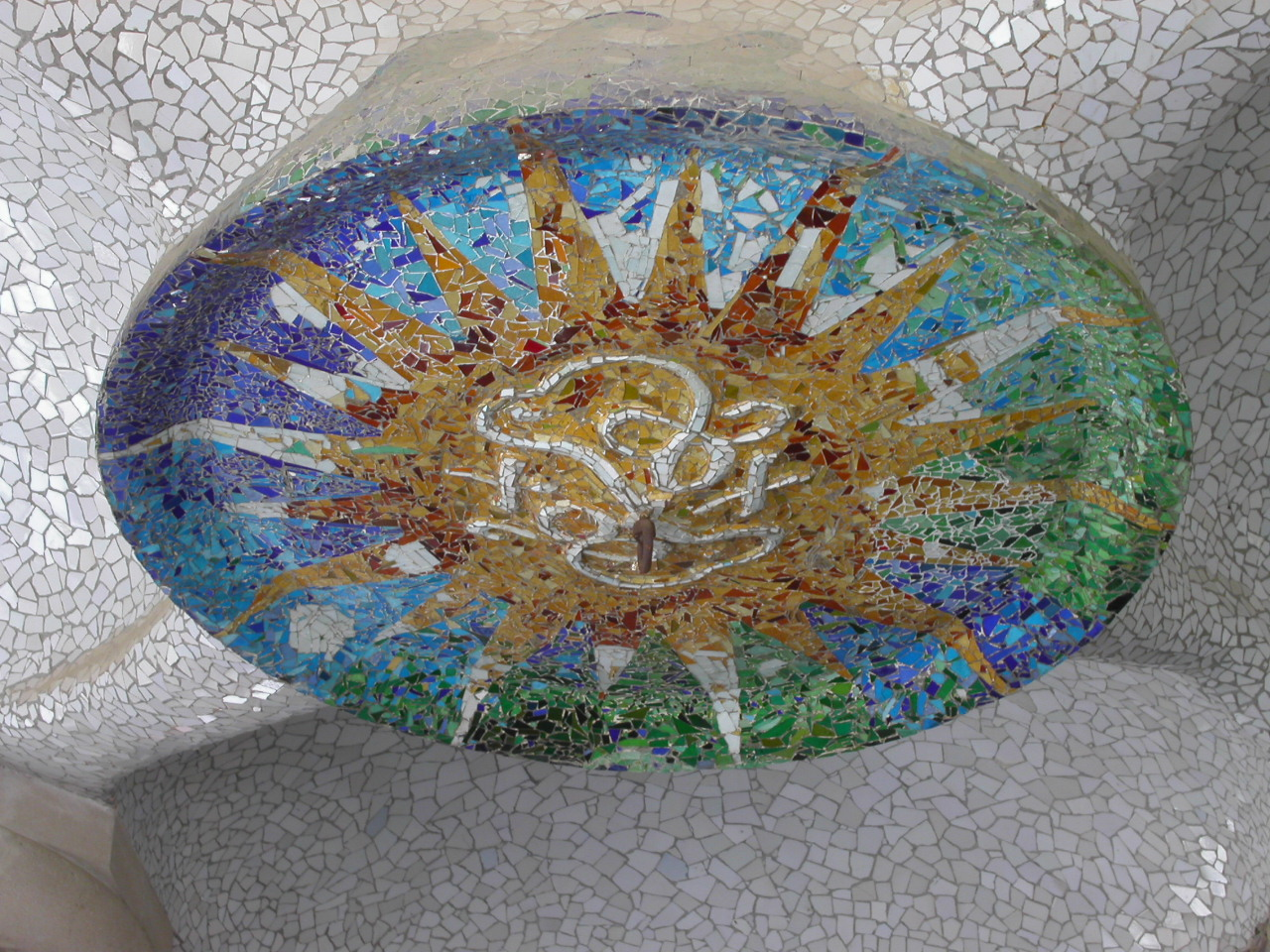
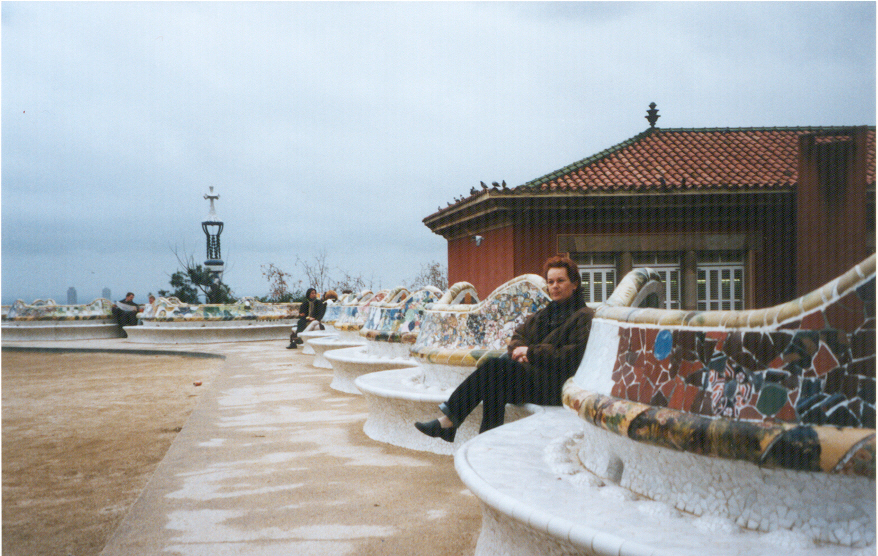
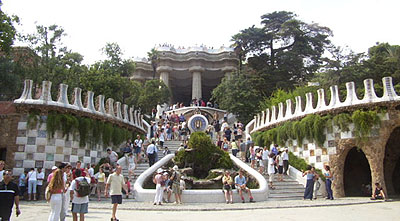
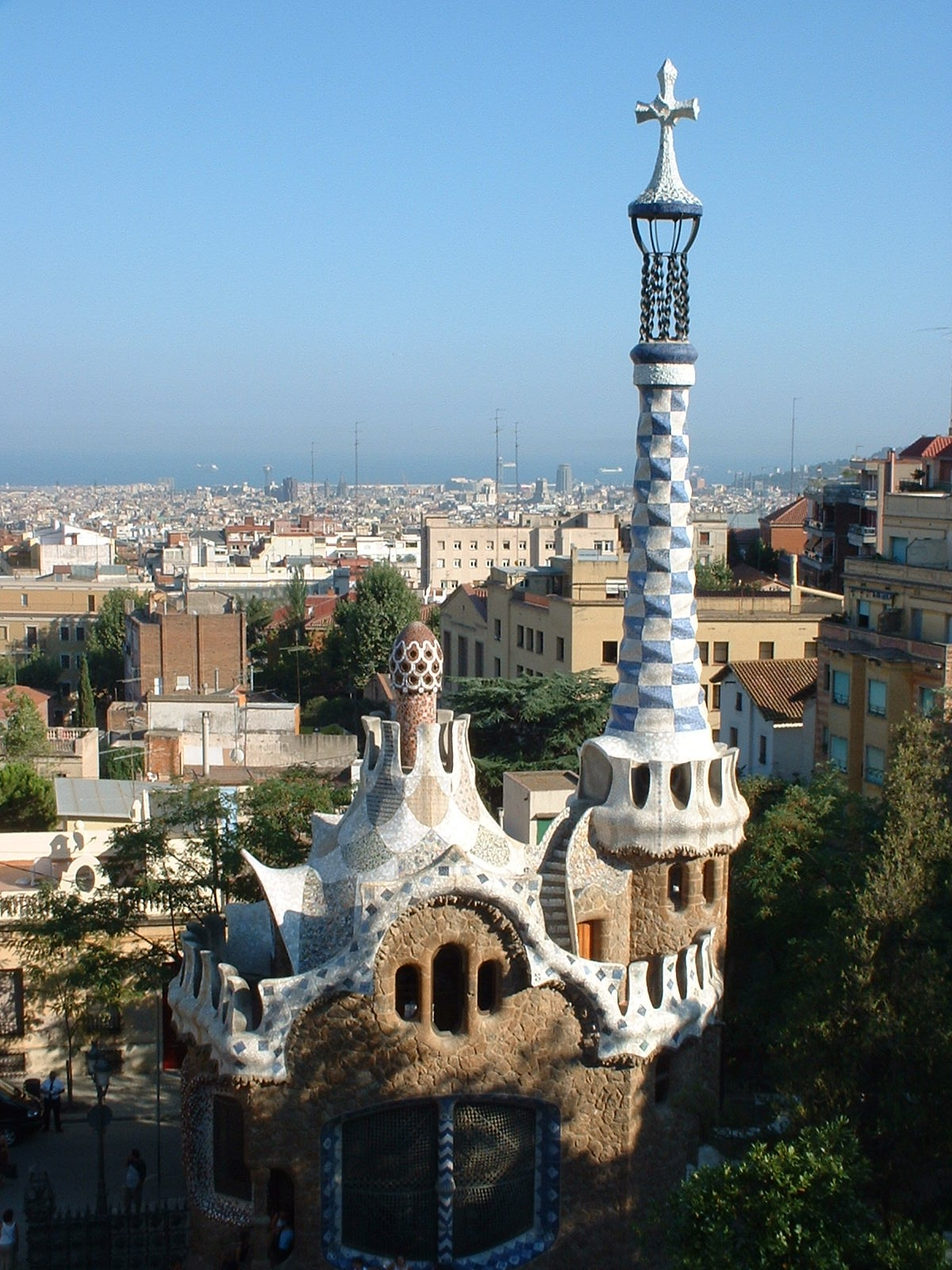
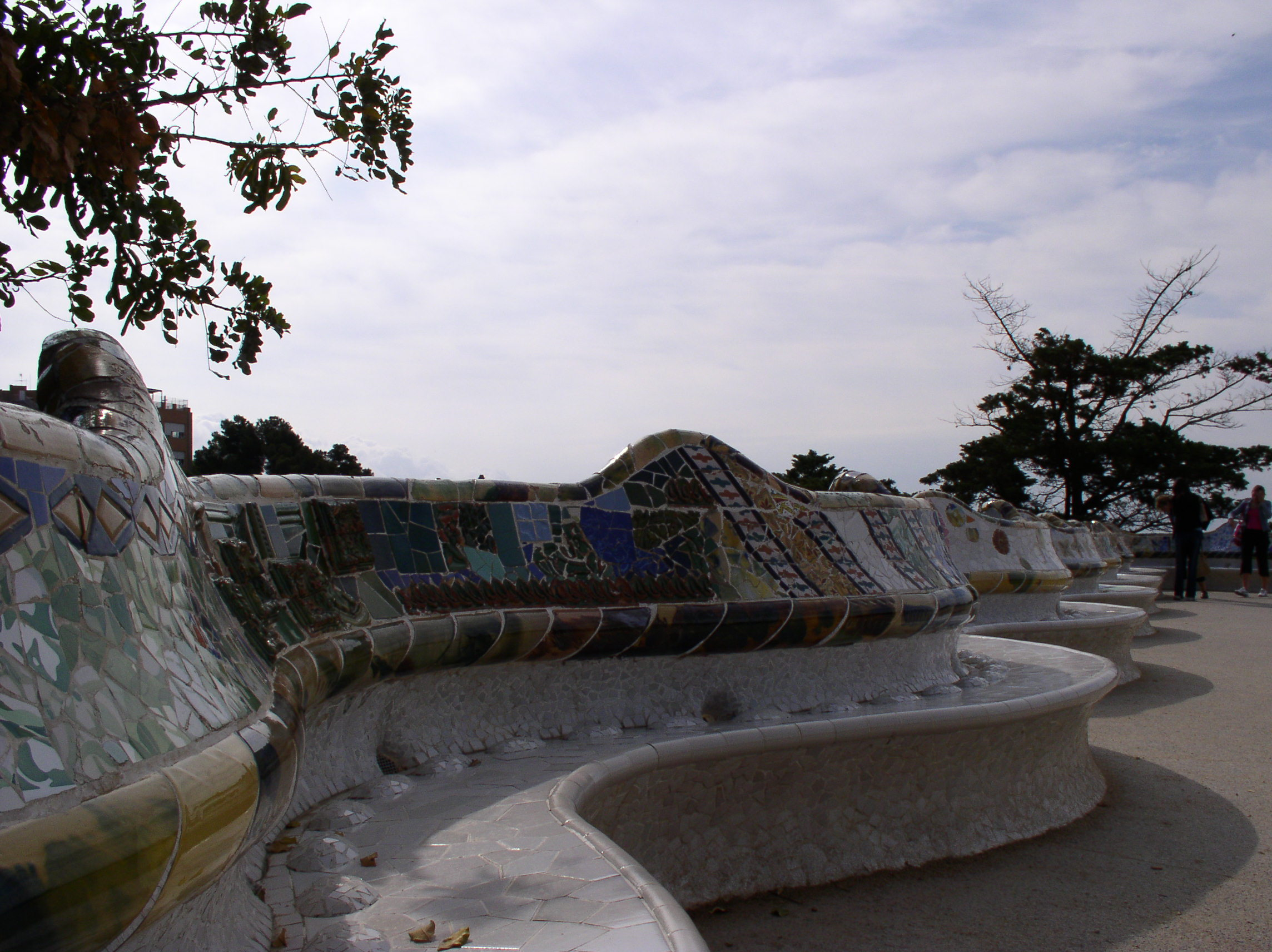
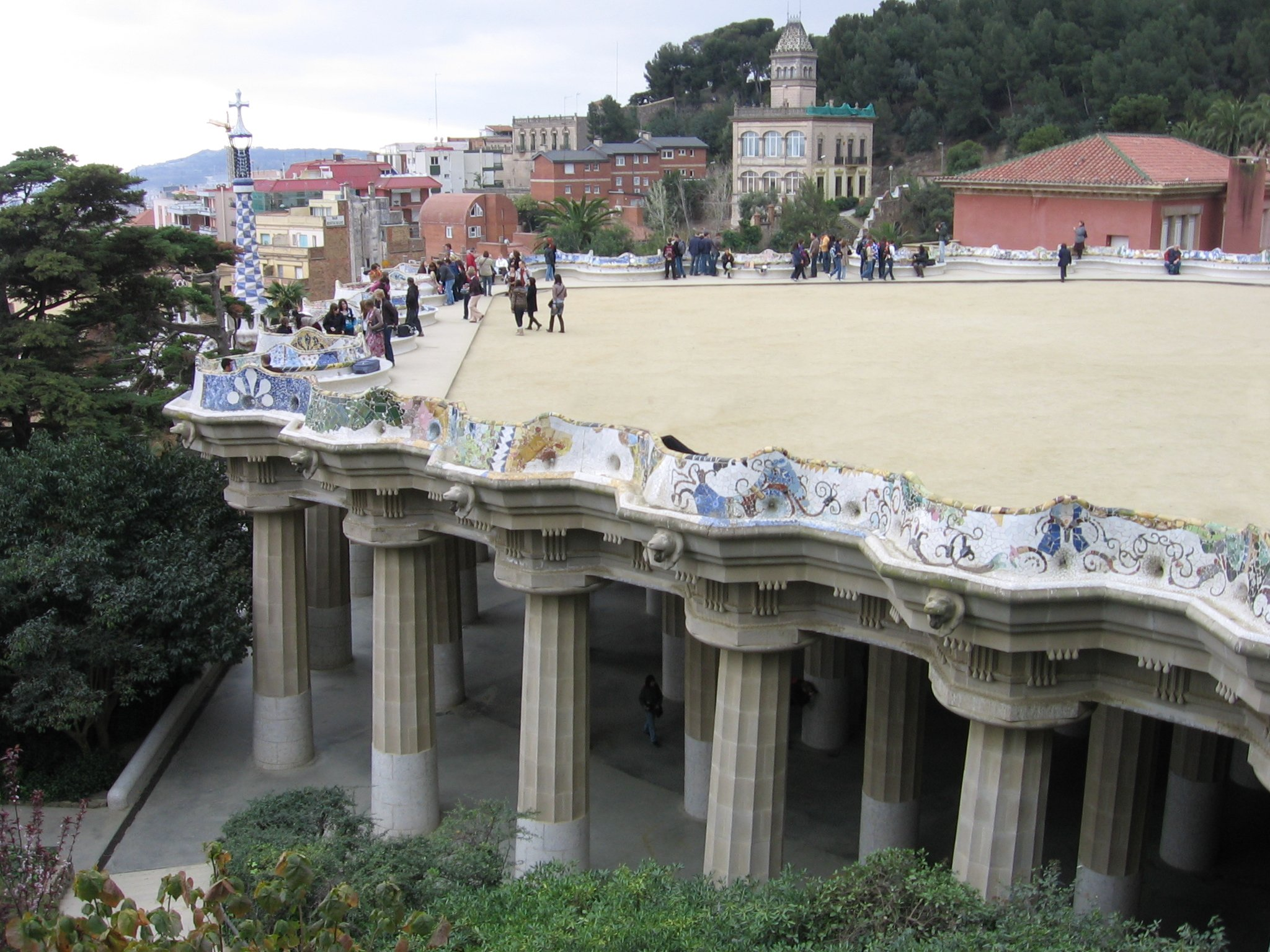
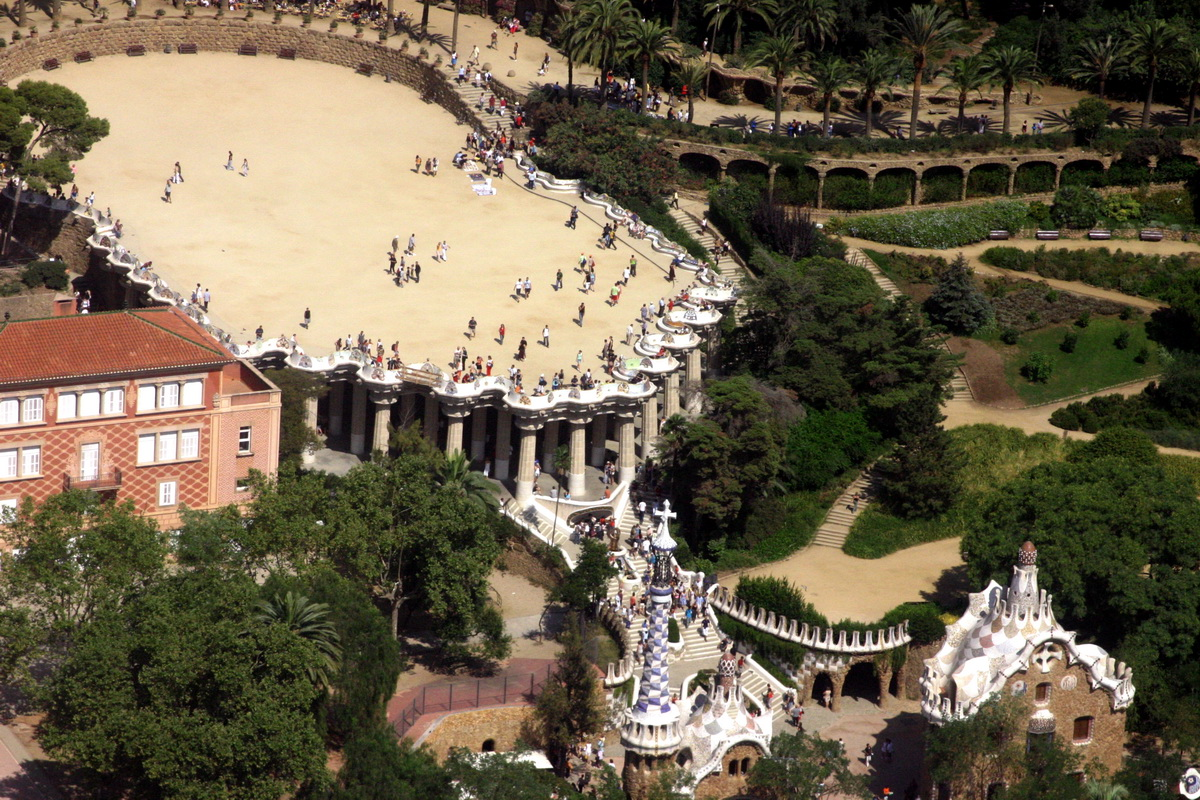
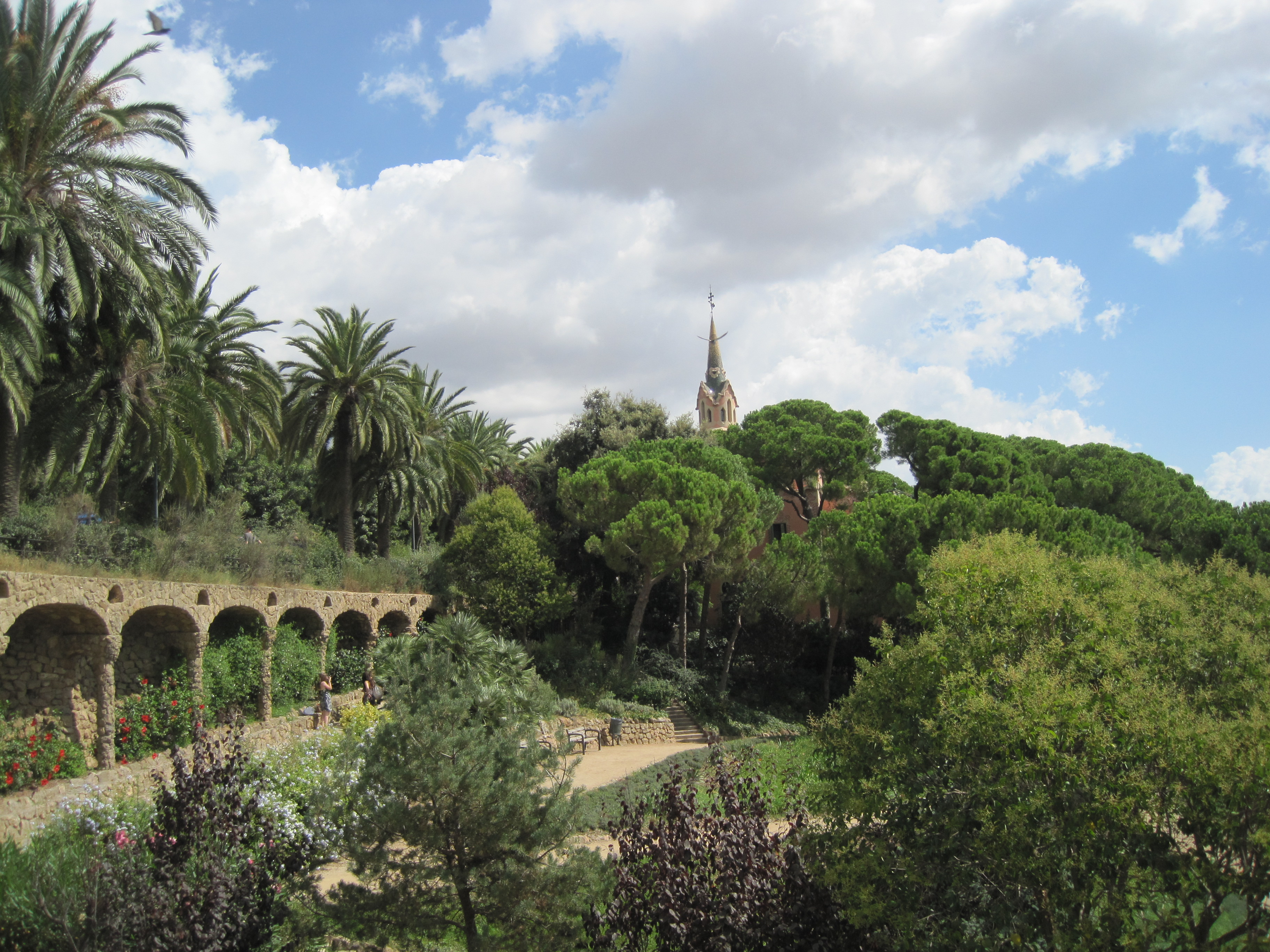
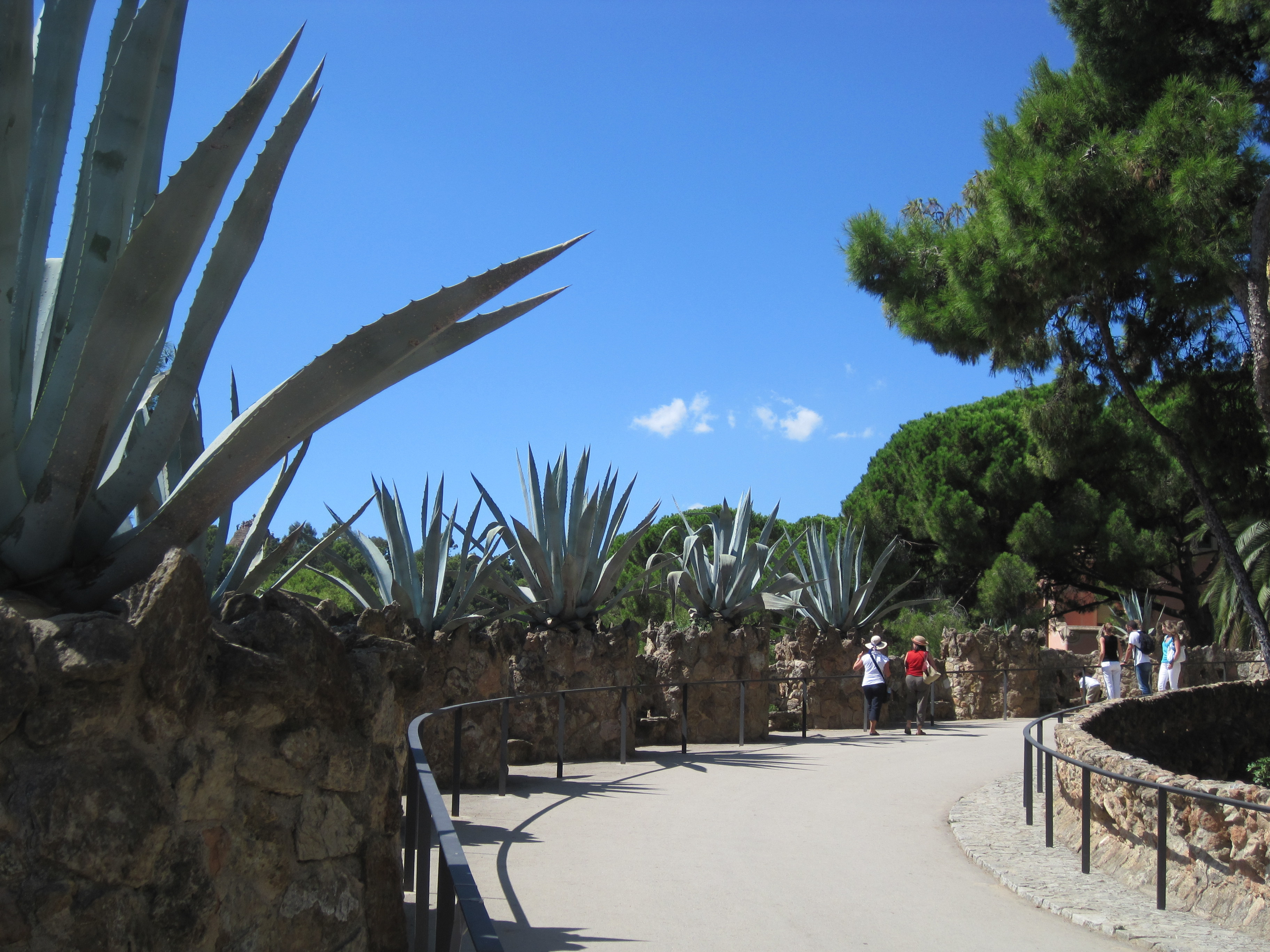